# Vincent Kayizzi
Vincent Kayizzi (ur. 6 marca 1984 w Kampali) – ugandyjski piłkarz, grający na pozycji pomocnika. W sezonie 2012/2013 był zawodnikiem Motoru Lublin.

## Kariera
Seniorską karierę rozpoczynał w 2003 roku w klubie Kampala City Council. W 2004 roku wraz z tym klubem zdobył Puchar Ugandy. W 2005 roku zadebiutował w reprezentacji. W 2006 roku przeszedł do Armée Patriotique Rwandaise FC z Rwandy, z którym w sezonie 2006/2007 zdobył mistrzostwo i puchar kraju. W latach 2007–2008 reprezentował barwy Kampala City Council (w sezonie 2007/2008 zdobył mistrzostwo kraju), po czym przeszedł do Serbii, gdzie grał w klubach FK Srem Sremska Mitrovica i FK Novi Pazar. W sezonie 2011/2012 wrócił do Ugandy, gdzie wraz z Uganda Revenue Authority SC zdobył tytuł mistrza kraju. W sezonie 2012/2013 zawodnikiem Motoru Lublin, a następnie wrócił do ojczyzny. Od 2017 roku do 2018 grał w OC Bukavu Dawa z DR Konga. W latach 2018–2019 występował w Kyetume FC. W 2020 przeszedł do MYDA FC.
Poza ugandyjskim posiada także obywatelstwo ghańskie.

## Statystyki ligowe
| Sezon         | Klub                     | Kraj   | Rozgrywki              | Mecze | Bramki |
| ------------- | ------------------------ | ------ | ---------------------- | ----- | ------ |
| 2003          | Kampala City Council     | Uganda | Super League           | ?     | ?      |
| 2004          | Kampala City Council     | Uganda | Super League           | ?     | ?      |
| 2005          | Kampala City Council     | Uganda | Super League           | ?     | ?      |
| 2006          | Kampala City Council     | Uganda | Super League           | ?     | ?      |
| 2006/2007     | APR FC                   | Rwanda | National Soccer League | 20    | 9      |
| 2007/2008     | Kampala City Council     | Uganda | Super League           | ?     | ?      |
| 2008/2009 (j) | Kampala City Council     | Uganda | Super League           | ?     | ?      |
| 2008/2009 (w) | FK Srem                  | Serbia | Prva liga              | 16    | 1      |
| 2009/2010     | FK Srem                  | Serbia | Prva liga              | 33    | 6      |
| 2010/2011 (j) | FK Srem                  | Serbia | Prva liga              | 11    | 1      |
| 2010/2011 (w) | FK Novi Pazar            | Serbia | Prva liga              | 14    | 1      |
| 2011/2012     | Uganda Revenue Authority | Uganda | Super League           | ?     | ?      |
| 2012/2013     | Motor Lublin             | Polska | II liga                | 16    | 3      |

## Osiągnięcia
- Puchar Ugandy: 2004, 2012, 2017
- Primus National Soccer League: 2006/2007
- Puchar Rwandy: 2006/2007
- Ugandyjska Super League: 2007/2008, 2014/2015, 2016/2017